# Georg Richard Kinat
Georg Richard Kinat (* 19. November 1888 in Königsberg; † 2. Juli 1973 in Horn-Bad Meinberg) war ein deutscher Gewerkschafter und Politiker (SPD).

## Leben und Beruf
Nach dem Besuch der Volksschule absolvierte Kinat eine Maurerlehre, die er mit der Gesellenprüfung abschloss. Seit 1908 engagierte er sich in der Gewerkschaft. Von 1908 bis 1910 leistete er seinen Militärdienst ab, um anschließend in seinen Beruf zurückzukehren. Am Ersten Weltkrieg nahm Kinat als Soldat teil. Nach dem Krieg wurde er 1919 Arbeitersekretär und Geschäftsführer der Baugewerkschaft in Allenstein. Seit 1926 war er Bezirksleiter des Deutschen Baugewerksbundes für ganz Ostpreußen. In den 1920er Jahren wurde er auch Aufsichtsratsvorsitzender der Ostpreußischen Bauhütten und verschiedener gewerkschaftlicher Baugesellschaften sowie ehrenamtlicher Landesarbeitsrichter. Außerdem gehörte er dem Verwaltungsausschuss beim Landesarbeitsamt Ostpreußen an. Nach der Machtübernahme der Nationalsozialisten wurde Kinat aus diesen Ämtern entlassen und inhaftiert. Nach seiner Freilassung arbeitete er als Polier wieder auf dem Bau.
Nach dem Zweiten Weltkrieg kam Kinat als Heimatvertriebener nach Lippe und arbeitete dort beim Arbeitsamt in Detmold.
Georg Richard Kinat heiratete am 30. November 1912 Berta Grabosch. Aus der Ehe ging eine Tochter hervor.

## Partei
Kinat trat 1910 der SPD bei. Am 18. August 1961 trat er aus der SPD aus, nachdem er für die Bundestagswahl 1961 nicht wieder aufgestellt worden war.

## Abgeordneter
Von 1919 bis 1921 war Kinat Kreistagsabgeordneter im Landkreis Ortelsburg in Ostpreußen. Er engagierte sich auf deutscher Seite bei der Volksabstimmung in Masuren. Von 1924 bis 1926 gehörte er dem Stadtrat von Allenstein an und von 1929 bis 1933 war er Mitglied des Provinziallandtags der Provinz Ostpreußen.
Nach 1945 war er Kreistagsabgeordneter im Kreis Detmold und gehörte auch dem dortigen Flüchtlingsbeirat an. Kinat gehörte dem Deutschen Bundestag seit dessen erster Wahl 1949 bis 1961 an. Er wurde stets über die nordrhein-westfälische Landesliste seiner Partei ins Parlament gewählt.

## Veröffentlichungen
- Recht auf Heimat nicht durch Atomkanonen. Vertriebene und Flüchtlinge fordern Neuorientierung der Regierungspolitik. In: Sozialdemokratischer Pressedienst. Jg. 1958, Ausgabe 77 (2. April 1958), S. 6.